# 古賀守
古賀 守（こが まもる、1914年（大正3年）5月9日 - 2003年（平成15年）4月28日）は、日本のワイン研究家。日本におけるドイツワインの権威。

## 生涯
長崎県佐世保市出身。生家は醸造家。東京農業大学農芸化学科を卒業後、1936年から1945年にドイツ遊学。ハイデルベルク、ライプツィヒ、ベルリンの大学で学んだ。
メッセで日本代表としてゲッベルス宣伝相の隣に座った経験も持つ。ベルリンにてドイツの敗戦を体験、捕虜交換のシベリア鉄道で帰国後、故郷近郊から長崎の原爆雲を目撃、日本の終戦も経験する。一時高校教諭を務めた後、カメラのライカ、医薬のメルクの日本輸入総代理店であったシュミット商会に入社、井上鍾社長の下、薬品部長から、初代ワイン部長となった。
当初主としてライカファン、ドイツ留学経験者、医師等ドイツ贔屓の顧客を対象にドイツワインの販売・振興に努めた。
パレスホテルが日本最初の本格的ホテルワインセラー建設（1965年5月完成）に乗り出そうとしていた頃、パレスホテルに勤めていて『ミスター・マティーニ』といわれたトップバーテンダー今井清、日本最初のソムリエで後にソムリエ協会初代会長となる浅田勝美との知己を得たことを手がかりに、広くドイツワインの販売・振興を行ない、飛躍的にドイツワインの知名度を上げた。
しかし本を出版するなどしてドイツワインの振興を図ろうとする古賀の立場と、経営者である井上鐘との立場の違いから古賀は独立せざるを得なくなる。このシュミット商会退社事件は古賀の心に深い傷を残すこととなった。
その後古賀はさらにドイツワインの振興に邁進し、遂にはドイツワインが輸入ワインの第一位となり、その功績を認められ、1984年にドイツ連邦共和国のリヒャルト・フォン・ヴァイツゼッカー大統領からドイツ連邦共和国功労勲章勲一等功労十字勲章（Bundesverdienstkreuz 1.Klasse ）を受章した。
1979年には非営利団体『ドイツワインを楽しむ会』（後に東京ドイツワイン協会等）を設立、1985年にジエチレングリコール混入ワイン事件が起こるに際して『ドイツワイン安全推進協議会』（後に日本輸入ワイン協会）を設立して輸入ワインの品質の安定化に努めた。日本ソムリエ協会の要職も務めていた。日本ソムリエ協会名誉ソムリエでもあった。
心筋梗塞により逝去。遺志により千葉大学医学部へ献体。蒐集書籍は母校の東京農業大学へ寄贈された。